# Aéroport de Kamembe
 (décembre 2015).
Kamembe est un petit aéroport rwandais situé à proximité immédiate de la ville de Rusizi (anciennement Cyangugu). Il se trouve en Province du Sud. 

## Situation
| \| 50 km1:5 340 000 \| Kigali Kamembe Bugesera Butare Gisenyi Nemba Ruhengeri |
| 50 km1:5 340 000                                                              |

## Compagnie aérienne et destination
| Compagnies | Destinations |
| ---------- | ------------ |
| RwandAir   | Kigali       |

Edité le 26/10/2023